# Рубенс Муратовски
Рубенс Муратовски (Скопље, 8. јануар 1971) југословенски је и македонски позоришни, филмски и телевизијски глумац.

## Биографија
Рубенс Муратовски је рођен у Скопљу, 8. јануара 1971. године. Дипломирао је на Факултету драмских уметности у Скопљу, Универзитет „Св. Кирил и Методиј” у класи проф. Љубише Георгиевског 1996. године, а од 2000. запослен је у Драмском театру — Скопље. Глумачку каријеру започео је од најранијих година када је водио улогу дечје серије Белото циганче и Булки крај шините. Током година, као студент и касније, постигао је значајне главне и споредне улоге у наступима матичног позоришта, али и на свим другим позоришним сценама у земљи.

## Важније позоришне улоге
- Ждрело-р, Зоја Бузалковска, ДТС 2014
- Архелаос или Еврипид се враќа на Балканот, р Владо Цветановски, ДТС 2012.
- Генетика на кучињата, р Дејан Пројковски, ДТС 2012.
- Агамемнон — geNOcid21, од Љубиша Георгиевски, р. Владлен Александров, ДТС 2011.
- Војникот — Супернова, р. Златко Славенски, ДТС, 2008.
- Инспекторот Дадо — Комшилук наопаку, р. Ненни Делместре, ДТС, 2008.
- Спасе — Македонски рулет, р. Сашо Миленковски, ДТС, 2007.
- Поткаљосин — Женидба, р. Лилиа Абаџиева, Битолски театар, 2006.
- Џејмс — Поручникот од Иншимор, р. Зоја Бузалковска, ДТС, 2005.
- Дантон — Смртта на Дантон, р. Дејан Пројковски, Струмички театар, 2005.
- Гаврил — Лет во место, р. Љупчо Георгиевски, ДТС, 2005.
- Инкасаторот, Црна Арапина … — Маме му ебам, кој прв почна, р. Дејан Пројковски, Битолски театар, 2004.
- Луков — Црнила, р. Дејан Пројковски, Театар Штип, 2004.
- Штурецот — Како се станува цар, Зоја Бузалковска, ДТС, 2003.
- Тој — Нема да верувате што ми случи вечерва, р. Кристијан Ристевски, ДТС, 2003.
- Амнон — Јонадаб, р. Дејан Пројковски, ДТС, 2003.
- Хомо еректус, р. Сашо Миленковски, ДТС, 2002.
- Детето — Сонот на смешниот човек, р. Александар Ивановски, Театар Велес, 2002.
- Драга Елена Сергеевна, р. Александра Ковачевиќ, Театар Штип, 2002.
- Војцек — Војцек, р. Боро Драшковиќ, ДТС, 2002.
- Тетовирачот — Тетовирани души, р. Сашо Миленковски, ДТС, 2001.
- Лизандар — Сонот на летната ноќ, р. Димитар Станковски, ДТС, 2001.
- Затвореникот, судијата … — Кандид во земјата на чудата, р. Сашо Миленковски, ДТС, 2000.
- Мефисто, р. Коле Ангеловски, ДТС, 2000.
- Јованка Орлеанка, р. Љубиша Георгиевски, 2000.
- Ферхад и Ширин, Јуџел Ертел, 2000.
- Мисот на малиот град, р. Владо Талевски, МНТ, 1999.
- Стражарот — Антигона ин Техноленд, р. Галин Стоев, МНТ, 1999
- Тхе Ловер, р. Зоја Бузаловска, 1999.
- Хамлет, р. Владо Цветановски, 1999.
- Бесконечно патување, кореограф Искра Шукарова, МНТ, 1998.
- Ромео — Ромео и Јулија, р. Наташа Поплавска, Струмички театар, 1998.
- Ојдипус Тиранос, р. Зоја Бузалковска, 1997.
- Среќата е нова идеа во Европа, р. Владо Цветановски, 1997.
- Мечка, р. Синиша Ефтимов, ФДУ, 1996.
- Џек — Питачка опера, р. Горан Тренчовски, ДТС, 1996.
- Теди Брјустер — Арсеник и стара тантела, р. Љубиша Георгиевски, ДТС, 1995, дипломска работа
- Дрвеница, р. Владо Денчов, театар Скрб и утеха, 1994.
- Луна прима, р. Горан Тренчовски, приватен проект, 1994.
- Билет за пеколот, р. Душан Наумовски, Универзална сала, 1994.
- Кандид во земјата на чудата од Венко Андоновски, р. Сашо Миленковски, ДТС
- Кинегонда во Карлаленд од Венко Андоновски, р. Сашо Миленковски, ДТС, 2009.

## Филмске улоге
- Ване — Булки крај шините, р. Душан Наумовски, 1981.
- Таруно — Белото циганче, р. Ацо Алексов, 1984.
- Втора смена, р. Душан Наумовски, 1988.
- Еурека, р. Димитар Христов, 1990.
- Македонски народни приказни, р. Драган Велјановски, 1995.
- Во светот на бајките, р. Миле Гроздановски, 1995.
- Voice, р. Филип Апостолски, 1999.
- Војникот — Стаорец, р. Андреј Андреевски, 1999.
- Алек — Вета, р. Теона Митевска, 2000.
- Корто Малтезе — Прашина, р. Милчо Манчевски, 2000.
- Снимателот — Подгревање на вчерашниот ручек, р. Костадин Бонев, 2001.
- Мост, р. Коле Манев, 2006.
- Досие-К, р. Драган Велјановски, 2007.
- Трето па машко, р. Душан Наумовски, 2011.
- Тврдокорни, р. Миле Гроздановски, 2013.
- Последниот Македонец, р. Илија Пиперковски, 2015.
- Бистра вода, р. Јани Бојаџи, 2023.
- Утре Наутро, р. Јани Бојаџи, 2024.

## Награде
- Награда за најбољу мушку улогу на Фестивалу античке драме „Стоби” 2011 г., за улогу Агамемнона у представи „geNOcid21”